# 高魁
高魁（16世紀—17世紀），字斗仲，江西贛州府石城縣人，明朝政治人物。

## 生平
高魁懷抱大志、見義勇為，成年在歲考獲潘融春提拔為秀才首名，萬曆四十年（1612年）成舉人第七名；其時大石擋住要道，夫役頻仍，他慨然上陳請各屬協助，又建議編丁隨糧便利人民，捐俸三百建立學宮。天啟五年（1625年）他成進士，獲授中書舍人，拒絕魏忠賢黨羽唆擺，多次上疏時政，但未得理會，因此稱病回鄉。有詩云：「年來北闕幾批鱗，欲借尚方志未伸，抗疏匡衡心欲碎，哀時賈誼淚空頻。」死後入祀鄉賢、名宦祠。

## 引用
1. 1 2  嘉慶《石城縣志·卷四·人物》：高魁，字斗仲，素有大節，見義勇為。弱冠舉茂才，時代巡潘公融春觀風拔為首，遂以大器期之。萬歷壬子舉鄉薦第七名，因石當孔道、夫役頻仍，魁慨然為通邑條陳，請各屬協助，并建議編丁隨糧，永為世便，邑人德之。迨司教清遠，振興士類，捐俸三百鼎建學宮，其後通庠舉祀名宦。乙丑登進士，歷中書，時魏璫當國，中外趨之，魁獨守正不阿，屢疏時政不報，遂謝病歸。其詩云：「年來北闕幾批鱗，欲借尚方志未伸，抗疏匡衡心欲碎，哀時賈誼淚空頻。」則忠愛之情見乎詞矣，崇祀鄉賢。